# メマリアイ
メマリアイ（アルバニア語: Memaliaj）はアルバニアのジロカストラ州の基礎自治体と町である。メマリアイ町は現在の基礎自治体の庁所在地である。年々人口が減少している。2023年に基礎自治体の人口は6,758人であった。また、同名の町の人口は2023年に1,786人だった。

## 出来事
炭山の近くに町は1947年に設けられた。1997年に混乱から地下で働く人を讃えた像は破壊された。現在、別の像がある。2015年に旧基礎自治体のメマリアイ、メマリアイ・フシャト、ルフティンヤ、ブズ、クラハスおよびチェサラトが合体した。これからメマリアイ町が庁所在地になった。

## 人口
人口は年々減少している。2001年には基礎自治体内の人口は18,958人だったが、10年後には10,657人に減少していた。2023年には、基礎自治体に6,758人が存在し、同名の町に1,786人が存在した。

## スポーツ
この地域の代表的なサッカークラブはKFメマリアイである。主にスタディウミ・カラフィル・ツァウシで試合をする。